# Neptis harpasa
Neptis harpasa är en fjärilsart som beskrevs av Hans Fruhstorfer 1913. Neptis harpasa ingår i släktet Neptis och familjen praktfjärilar. Inga underarter finns listade i Catalogue of Life.